# Lijst van attracties in Tokyo DisneySea
Deze pagina bevat een lijst van attracties in het Japanse attractiepark Tokyo DisneySea.
| Naam                                                 | Themagebied                                               | Opening           | Attractietype            | Afbeelding                                                              | Wachtrij-optie            |
| ---------------------------------------------------- | --------------------------------------------------------- | ----------------- | ------------------------ | ----------------------------------------------------------------------- | ------------------------- |
| 20,000 Leagues Under the Sea                         | Mysterious Island                                         | 4 september 2001  | Hangende darkride        |                                                                         | * FastPass                |
| Aquatopia                                            | Port Discovery                                            | 4 september 2001  | Rondvaart                |                                                                         |                           |
| Ariel's Playground                                   | Mermaid Lagoon                                            | 4 september 2001  | Speeltuin                |                                                                         |                           |
| Big City Vehicles                                    | American Waterfront                                       | 4 september 2001  | Oldtimers                |                                                                         |                           |
| Blowfish Balloon Race                                | Mermaid Lagoon                                            | 4 september 2001  | Luchtballonnencarrousel  | Blowfish Balloon Race bevindt zich op de achtergrond                    |                           |
| Caravan Carousel                                     | Arabian Coast                                             | 4 september 2001  | Draaimolen               | Caravan Carousel bevindt zich in het koepelgebouw                       |                           |
| DisneySea Electric Railway                           | American Waterfront Port Discovery                        | 4 september 2001  | Tram                     | DisneySea Electric Railway bevindt zich op de achtergrond               |                           |
| DisneySea Transit Steamer Line                       | Mediterranean Harbor Lost River Delta American Waterfront | 4 september 2001  | Rondvaart                |                                                                         |                           |
| Flounder's Flying Fish Coaster                       | Mermaid Lagoon                                            | 4 september 2001  | Stalen achtbaan          |                                                                         |                           |
| Fortress Explorations                                | Mediterranean Harbor                                      | 4 september 2001  | Walkthrough              |                                                                         |                           |
| Indiana Jones Adventure: Temple of the Crystal Skull | Lost River Delta                                          | 4 september 2001  | Multi motion darkride    |                                                                         | * FastPass * Single rider |
| Jasmine's Flying Carpets                             | Arabian Coast                                             | 18 juli 2011      | Draaimolen met armen     |                                                                         |                           |
| Journey to the Center of the Earth                   | Mysterious Island                                         | 4 september 2001  | Darkride Lanceerachtbaan |                                                                         | * FastPass                |
| Jumpin' Jellyfish                                    | Mermaid Lagoon                                            | 4 september 2001  | Paratower                | Jumpin' Jellyfish bevindt zich op de achtergrond links                  |                           |
| Mermaid Lagoon Theater                               | Mermaid Lagoon                                            | 4 september 2001  | Musical                  | De ingang van het Mermaid Lagoon Theater bevindt zich op de achtergrond |                           |
| Nemo & Friends SeaRider                              | Port Discovery                                            | 12 mei 2017       | Simulator                |                                                                         | * FastPass                |
| Raging Spirits                                       | Lost River Delta                                          | 4 september 2001  | Stalen achtbaan          |                                                                         | * FastPass * Single rider |
| Scuttle's Scooters                                   | Mermaid Lagoon                                            | 4 september 2001  | Koggenmolen              |                                                                         |                           |
| Sindbad's Storybook Voyage                           | Arabian Coast                                             | 4 september 2001  | Darkride                 |                                                                         |                           |
| The Magic Lamp Theater                               | Arabian Coast                                             | 4 september 2001  | Interactieve film        |                                                                         | * Fastpass                |
| The Whirlpool                                        | Mermaid Lagoon                                            | 4 september 2001  | Demolition Derby         |                                                                         |                           |
| Tower of Terror                                      | American Waterfront                                       | 22 september 2006 | Vrijevaltoren            |                                                                         | * FastPass                |
| Toy Story Mania!                                     | American Waterfront                                       | 9 juli 2012       | Interactieve darkride    |                                                                         | * FastPass                |
| Turtle Talk                                          | American Waterfront                                       | 1 oktober 2009    | Interactieve film        |                                                                         |                           |
| Venetian Gondolas                                    | Mediterranean Harbor                                      | 4 september 2001  | Rondvaart in gondel      |                                                                         |                           |

Tokyo Disney Resort · Lijst van attracties in Tokyo DisneySea · afbeeldingen